# Letters from Iwo Jima
Letters from Iwo Jima (deutsch: „Briefe aus Iwojima“, japanisch: 硫黄島からの手紙, Iōjima kara no tegami) ist ein unter der Regie von Clint Eastwood entstandener US-amerikanischer Kriegsfilm aus dem Jahr 2006, der Ereignisse der Schlacht um Iwojima aus japanischer Perspektive erzählt. Dieser Film stellt ein Pendant zu Eastwoods kurz zuvor erschienenem Film Flags of Our Fathers dar, in dem diese Schlacht aus Sicht der beteiligten US-amerikanischen Truppen geschildert wird. Hinsichtlich der Darsteller gibt es einige Überschneidungen zwischen den beiden Filmen, wie zum Beispiel, dass der Gefreite Saigō am Ende einen Platz neben dem „Doc“ aus Flags of Our Fathers auf der Krankentrage liegt.

## Handlung
Der Film beginnt in der Gegenwart. Eine Gruppe japanischer Wissenschaftler ist auf Iwojima damit beschäftigt, das weitläufige unterirdische Höhlensystem aus der Zeit des Zweiten Weltkriegs zu erforschen. Als sie auf einen im Boden vergrabenen Gegenstand stoßen, wechselt die Handlung in das Jahr 1944.
Japanische Soldaten bereiten sich auf den zu erwartenden Angriff der US-amerikanischen Truppen vor. An den Stränden werden Schützengräben ausgehoben. Mit einem Flugzeug trifft der neue Kommandeur der Insel, Generalleutnant Tadamichi Kuribayashi, auf Iwojima ein und beginnt sofort mit der Inspektion der Verteidigungsanlagen. Als er zufällig sieht, wie Hauptmann Tanida zwei Soldaten verprügelt, weil einer von ihnen, der Gefreite Saigō, eine defätistische Bemerkung zu seinem Kameraden gemacht hat, unterbindet er die körperliche Züchtigung. Kuribayashi weist Tanida darauf hin, dass jeder Mann für die Verteidigung der Insel gebraucht werde.
Im Gegensatz zu den anderen ranghohen Offizieren auf Iwojima, vor allem Konteradmiral Osugi und Generalmajor Hayashi, will Kuribayashi den Gegner nicht schon auf dem Strand bekämpfen. Da er die überlegene Feuerkraft der amerikanischen Kriegsschiffe und Bomber kennt, will er den Feind vielmehr ins Innere der Insel vorrücken lassen und ihn dann aus Höhlen, Unterständen, Bunkern und ähnlichen Verstecken heraus unter Beschuss nehmen. Kuribayashi muss rasch erkennen, dass ihm die Militärführung wesentliche Informationen vorenthält. So wird ihm anfangs die vollständige Vernichtung der Vereinigten Flotte bei den Marianen verschwiegen. Seine Untergebenen zweifeln an Kuribayashis Strategie und verfolgen hinter dessen Rücken eigene Pläne.
Auf der Insel trifft auch Oberstleutnant Takeichi Nishi ein, ein berühmter japanischer Springreiter und Frauenheld. Auf seinem Pferd überquert er die Insel, verfolgt von den bewundernden Blicken der Soldaten. Zwischen Nishi und Kuribayashi entsteht eine Freundschaft, sie verbindet die Liebe zu Pferden. Bei einem gemeinsamen Abendessen genießen sie eine Flasche Johnnie-Walker-Whisky.
Kuribayashi wurde von seiner Tätigkeit als japanischer Militärattaché in den USA geprägt. In Rückblenden sieht man Momente aus jener Zeit, etwa die Abschiedsfeier, als ihm von US-amerikanischen Offizierskameraden eine wertvolle Pistole, ein Colt Government 1911 mit weißem Elfenbeingriff, überreicht wurde. Auf die hypothetische Frage, wie er sich im Falle eines Krieges zwischen den USA und Japan verhalten würde, antwortete Kuribayashi, dass er sein Vaterland bedingungslos unterstützen müsse. Sein USA-Aufenthalt ließ Kuribayashi auch die Mentalität der US-Amerikaner erkennen. Im Unterschied zu anderen japanischen Militärs hält er sie nicht für primitive, dumme Wilde.
Inzwischen spitzen sich die Zustände auf Iwojima zu. Aus Tokio erfährt Kuribayashi, dass er mit keinerlei Unterstützung rechnen kann. Die Lebensmittelvorräte schwinden, Krankheiten greifen immer mehr um sich. Saigō und seine Kameraden arbeiten weiter an den letzten Vorbereitungen, immer schikaniert von Hauptmann Tanida. Saigō schreibt Briefe an seine Frau Hanako und erinnert sich an seine Tätigkeit als Bäcker. Auch Kuribayashi schreibt Briefe nach Hause. Ein neuer Soldat namens Shimizu stößt zur Einheit. Als ehemaligen Angehörigen der gefürchteten Militärpolizei Kempeitai halten ihn Saigō und andere Soldaten zunächst für einen Spitzel, der defätistische Äußerungen melden soll. Später erfährt Saigō jedoch, dass Shimizu aus der Militärpolizei entlassen worden war, weil er den Befehl verweigert hatte, einen bellenden Hund zu erschießen. Zur Strafe wurde er dann nach Iwojima versetzt.
Die US-amerikanischen Einheiten erreichen Iwojima, sie betreten den Strand und werden wie geplant unter Beschuss genommen. Ein harter Kampf entbrennt, die Niederlage der Japaner beginnt sich abzuzeichnen. Ihre Wasservorräte gehen zu Ende. Als ihre Stellung auf dem Suribachi nicht mehr länger zu halten ist, begehen Hauptmann Tanida und die meisten seiner Männer Suizid, indem sie sich gegen den ausdrücklichen Befehl Kuribayashis, sich durchzuschlagen und weiterzukämpfen, mit Handgranaten in die Luft sprengen. Saigō und Shimizu gelingt es, sich in die Nordhälfte der Insel durchzuschlagen, wo sich das Hauptquartier von Kuribayashi befindet. Als Kapitänleutnant Ito die beiden mit seinem Schwert enthaupten will, weil er ihnen Feigheit vor dem Feind vorwirft, werden sie von Kuribayashi gerettet. Saigō und Shimizu versuchen später zu desertieren, doch nur Shimizu kann sich zu einer US-Einheit durchschlagen. Dort stößt er auf einen weiteren japanischen Deserteur. Als die US-Einheit den Kampf fortsetzen muss, bleiben die Japaner mit zwei Marines zurück. Weil ihm die Gefangenen lästig sind, erschießt einer der Bewacher die beiden. Somit werden Kriegsverbrechen beider Seiten dargestellt, nachdem zuvor bereits ein amerikanischer Soldat (Ralph Ignatowski) von den Japanern erstochen wurde, obwohl er wehrlos und gefangen war. Im Gegensatz dazu wird ein anderer Amerikaner, Sam aus Oklahoma, von Nishis Truppe gefangen genommen und gepflegt, stirbt aber an seiner Schussverletzung. Nishi selbst wird ebenfalls verwundet und befiehlt seinen Männern, sich zu Kuribayashi durchzuschlagen. Er selbst bleibt zurück und begeht dem Anschein nach Selbstmord.
Kuribayashi befiehlt Saigō, die verbliebenen Unterlagen und Briefe zu verbrennen, während er selbst mit anderen Soldaten zu einem letzten Kampf ausrückt. So gibt er Saigō zum dritten Mal die Chance, zu überleben. Eine Tasche mit zahlreichen Briefen vergräbt Saigō jedoch, anstatt sie befehlsgemäß zu vernichten. Kuribayashi dagegen, der im Kampf schwer verletzt wird, will ehrenhaft sterben; sein Wunsch, von seinem letzten Getreuen, einem untergebenen Offizier, mit dem Schwert enthauptet zu werden, wird verhindert. Der Untergebene wird durch den Gewehrschuss eines GIs aus der Ferne getötet. Später wird Kuribayashi, noch lebend, von Saigō gefunden. Kuribayashi bittet Saigō, ihn zu begraben, damit man seine Leiche nicht findet. Dann erschießt er sich mit seiner amerikanischen Pistole. Später wird Saigō von US-Soldaten festgenommen. Als er Kuribayashis Pistole im Koppel eines Marine sieht, wird er wütend und schlägt mit einer Schaufel um sich. Er wird niedergeschlagen, zur Anlegestelle gebracht und medizinisch versorgt. Vielleicht überlebt er. Auch Kapitänleutnant Ito, der sich mit Minen bewaffnet unter einen amerikanischen Panzer werfen wollte, wird gefangen genommen.
Am Ende knüpft der Film wieder an die Eingangsszene in der Gegenwart an: Die Wissenschaftler bergen den Gegenstand in der Höhle. Es handelt sich um die einst von Saigō vergrabene Tasche mit den nie abgeschickten Briefen japanischer Soldaten an ihre Familien.

## Kritiken
„Der von Clint Eastwood als Gegenstück zu seinem Film "Flags of Our Fathers" konzipierte Kriegsfilm zeigt die andere "Seite der Medaille", indem er die Schlacht um die "strategisch wichtige" Vulkaninsel ausschließlich aus der Sicht der Japaner zeigt. Dabei bemüht er sich nach allen Regeln der (Hollywood-)Kunst, dem "Feind" ein Gesicht zu geben und den Krieg als unmenschlich erscheinen zu lassen. Ein wichtiger, vor allem für US-amerikanische Betrachter unbequemer Film.“

„Clint Eastwood schildert die Kämpfe um Iwojima nun aus japanischer Sicht und reflektiert dabei Ehrbegriffe und Autoritätskonflikte. Zusammen sind die beiden Filme die monumentale Chronik einer grausamen Schlacht.“

## Hintergründe
Der Film bezieht sich darauf, dass nach der Einnahme Iwojimas durch die US-amerikanischen Truppen dort Hunderte von Briefen japanischer Soldaten aufgefunden wurden.
Der Film weist parallele Handlungsstränge zu Flags of Our Fathers auf. Ein Beispiel ist der Angriff eines amerikanischen Flammenwerfertrupps. In Flags of Our Fathers wird er von außen gezeigt, ohne die Folgen zu sehen. In Letters from Iwo Jima ist dann derselbe Angriff aus Sicht der im Höhlensystem befindlichen Japaner dargestellt. Das titelgebende Element des ersten Films, die Fahne, ist hier nur kurz von weitem zu sehen.
Letters from Iwo Jima ist von den Filmgesellschaften Warner Bros. Pictures, Amblin Entertainment, DreamWorks SKG und Malpaso Productions produziert worden.
Nach seiner Premiere am 15. November 2006 ist der Film am 9. Dezember 2006 in Japan in die Kinos gekommen. In den USA war der Film erstmals am 20. Dezember in eingeschränktem Umfang zu sehen. Damit waren die Voraussetzungen erfüllt, ihn für die Oscar-Verleihung 2007 ins Rennen schicken zu können.
Bei den Szenen zur Erstürmung des Strandes griffen Eastwood und Stern zu einem außergewöhnlichen Stilmittel. Sie versahen Munitionskisten mit Digitalkameras und beauftragten einige Statisten, diese bei dem Dreh mit sich zu tragen, ohne dass diese von den Kameras wussten.
Der Film hat ein Budget von rund 19 Millionen US-Dollar. Er spielte weltweit ca. 68,7 Millionen US-Dollar Kinoeinnahmen ein, 80 % davon außerhalb der USA.

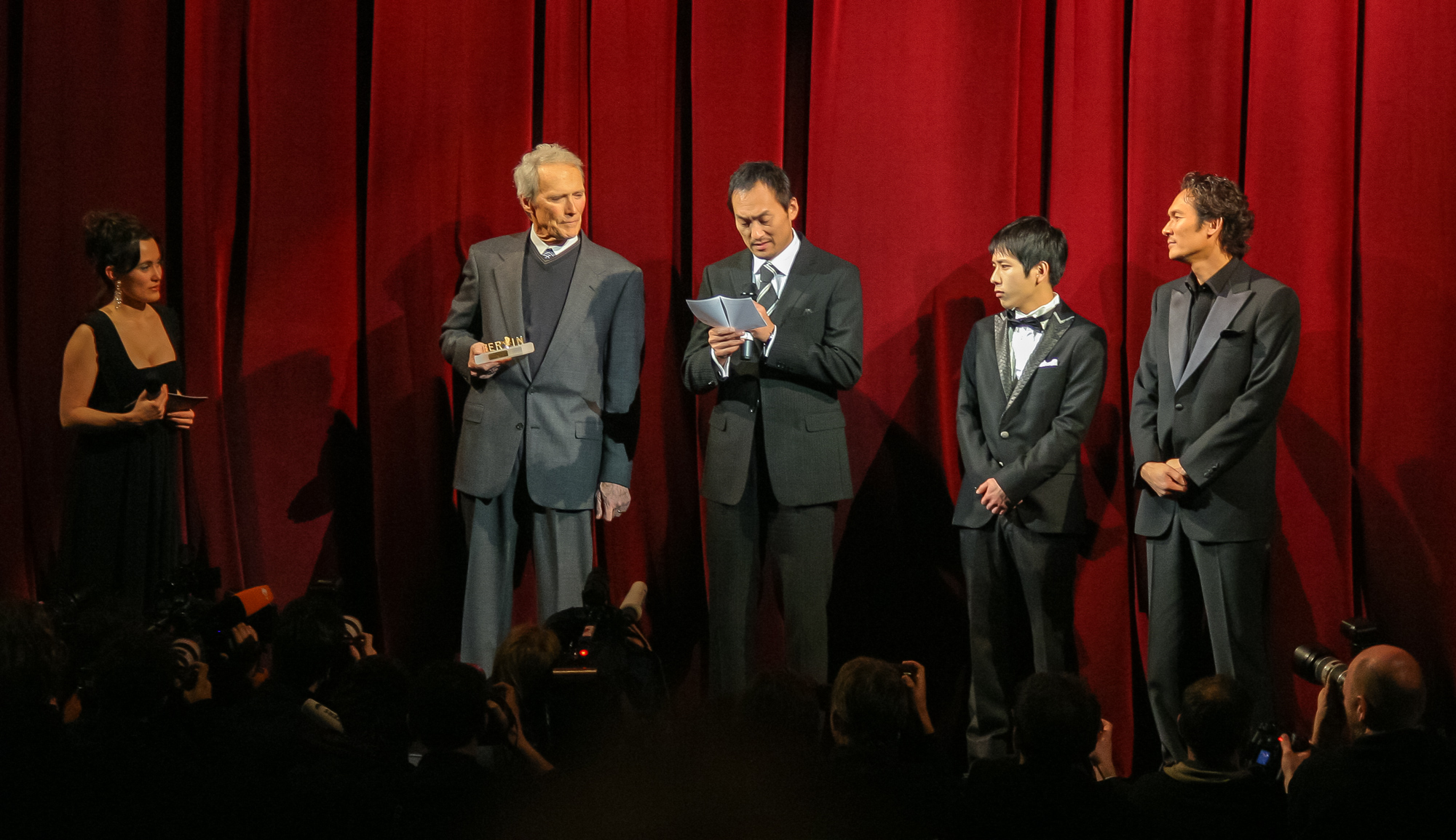
Clint Eastwood und ein Teil der Schauspieler bei einer Vorführung des Films auf der Berlinale 2007

Bevor er am 22. Februar 2007 in die deutschen Kinos kam, hatte er auf der 57. Berlinale seine Deutschlandpremiere.
Gedreht wurde der Film in Kalifornien, auf Island und an Originalschauplätzen auf Iwojima.
Als Grundlage für die deutsche Tonspur diente nicht der japanische Originalton, sondern die englische Textuntertitelung, was zu Fehlübersetzungen führte. So wurden sowohl Kapitänleutnant Ito als auch die Oberleutnante Fujita und Okubo in der deutschen Version zu „Leutnanten“ degradiert, da die korrekte Ansprache für alle diese Dienstgrade im Englischen „Lieutenant“ lautet. Die tatsächlichen Dienstgrade sind jedoch an den Rangabzeichen auf den Kragenspiegeln der japanischen Soldaten erkennbar.

## Veröffentlichungen
- Die DVD erschien am 22. Juni 2007 in Deutschland. Als Extras enthält sie ein Making of sowie den US-Kinotrailer. Zusätzlich ist die DVD in einem Box-Set zusammen mit Flags of Our Fathers erhältlich.[7]
- Die Blu-ray-Edition des Films erschien in Deutschland am 24. August 2007 und enthält identisches Bonusmaterial wie die DVD.[8]
- Die HD DVD erschien wie die Blu-ray-Fassung am 24. August 2007 und ist ebenfalls mit den Extras der DVD ausgestattet.[9]

## Auszeichnungen
- 2006: National Board of Review: NBR Award in der Kategorie Bester Film
- 2006: Los Angeles Film Critics Association: LAFCA Award in der Kategorie Bester Film
- 2006: Chicago Film Critics Association: CFCA Award in der Kategorie Bester fremdsprachiger Film
- 2007: Golden Globe in der Kategorie Bester fremdsprachiger Film
- 2007: Oscar für den Besten Tonschnitt sowie Nominierungen in den Kategorien Bester Film, Beste Regie und Bestes Originaldrehbuch
- 2007: Cinema for Peace Award auf der 57. Berlinale
- 2008: Japanese Academy Award in der Kategorie Bester ausländischer Film

- Die Filmbewertungsstelle Wiesbaden vergab das Prädikat „besonders wertvoll“.[10]